# Exochus suvanus
Exochus suvanus là một loài tò vò trong họ Ichneumonidae.